# Julia Archibald Holmes
Julia Anne Archibald Holmes (Nova Escócia, 15 de fevereiro de 1838 − 19 de janeiro de 1887) foi uma sufragista, abolicionista, alpinista e jornalista canadense.

## Biografia
Holmes nasceu em 1838, em Noel, na Nova Escócia, no Canadá. Mudou-se para Massachusetts com sua família em 1948. Seu pai, James Archibald, era um abolicionista, enquanto sua mãe Julia era uma forte defensora do sufrágio feminino. A família de Archibald mudou-se novamente em 1852 para Lawrence, no Kansas, para auxiliar as atividades abolicionistas desencadeados pelo Ato de Kansas-Nebraska. A casa da família em Kansas serviu como underground railroad. uma linha de trem clandestina. Em 1857, casou-se com James H. Holmes, abolicionista que conheceu através do amigo de seu pai, John Brown.
Julia e James Holmes viajaram para as Montanhas Rochosas, no Colorado, no ano de 1858, com um grupo de mineradores de ouro. Quando chegaram perto do Pico Pikes, os Holmeses decidiram tentar escalar a montanha com J.D. Miller e George Peck. Em 5 de agosto de 1858, alcançam o cume do pico, fazendo Julia Holmes ser a primeira mulher a escalar o Pikes. No cume, escreveu uma carta para sua mãe, relatando que "quase todos que tentaram em desencorajar de tentar, mas eu acreditava que deveria ter sucesso nisso; e agora estou aqui, e sinto que não perderia essa visão gloriosa por nada."
Após a escalada do Pico Pikes, Holmes e seu marido se mudaram para Taos, no Novo México, onde trabalhou como correspondente do jornal New York Herald Tribune. Antes do divórcio em 1870, teve quatro filhos e mudou-se para Washington, D.C., onde trabalhou na Spanish Correspondence Division of the Bureau of Education. Foi a primeira mulher a fazer parte do rol de membros, eventualmente se tornando chefia da divisão. Nos anos 1860 e 1870, envolveu-se fortemente com o movimento do sufrágio feminino. Era secretária da organização Woman Suffrage Association e deu um discurso na primeira convenção da associação, no ano de 1869. Envolveu-se na criação de associações para a expansão do movimento sufragista em Washington D.C. e, para fortificar a ação, tentou se inscrever para votar em 1871. Holmes era amiga de Susan B. Anthony, uma das proeminentes lutadoras do direito feminino. Holmes faleceu em 1887 e recebeu uma homenagem póstuma no Hall da Fama de Colorado, em 2014.